# Black Ships Ate the Sky
Black Ships Ate the Sky — студийный альбом группы Current 93, записанный и выпущенный в 2006 году.

## Об альбоме
Для записи Black Ships Ate the Sky был приглашен ряд гостевых вокалистов: Энтони Хегарти, Уилл Олдхэм, Марк Алмонд и Ширли Коллинс. Эти музыканты были приглашены для исполнения девяти версий гимна методистов 1763 года «Idumæa», на текст Уэлса Чарльза. Альбом был выпущен в формате диджипак с 56-страничным буклетом, содержащим подробную аннотации, тексты песен, фотографии и информацию об участниках записи.
Для того чтобы поддержать финансирование альбома, поклонники совершали предзаказ копий альбома. Эти «подписчики» были упомянуты в аннотациях альбома и в аннотациях дополнительного компакт-диска I Am Black Ship, выпущенного ограниченным тиражом и содержащего альтернативные версии композиций из альбома Black Ships Ate the Sky.
Композиция «Sunset (The Death of Thumbelina)» прозвучала в эфире National Public Radio в программе All Songs Considered 10 августа 2006 года.

## Black Ships Eat the Sky
В декабре 2006 года Current 93 выпущена «альтернативная версия» альбома, озаглавленная Black Ships Eat the Sky. Эта версия, выпущенная ограниченным тиражом, представляла собой иначе сведённую версию альбома, которая, по описанию Тибета, «более интимна и имеет более ярко выраженную акустику, чем оригинальная версия». Все песни на Black Ships Eat the Sky имеют те же названия, что и их аналоги на …Ate the Sky, за исключением трека под номером 20, озаглавленного «Why Cæsar is Burning Part I».

## «Чёрные корабли поглотили небо»
В 2006 году по лицензии Durtro фирма «Союз» выпустила этот альбом в рамках официальных переизданий группы Current 93. Как и все диски серии, переиздание включало в себя полностью переведённый буклет (56 страниц).

## Список композиций

### Black Ships Ate the Sky
1. «Idumæa» (Вокал: Марк Алмонд) — 3:22
2. «Sunset (The Death of Thumbelina)» — 3:18
3. «Black Ships in the Sky» — 3:38
4. «Then Kill Cæsar» — 3:58
5. «Idumæa» (Вокал: Уилл Олдхэм) — 2:42
6. «This Autistic Imperium Is Nihil Reich» — 4:03
7. «The Dissolution of the Boat Millions of Years» — 3:57
8. «Idumæa» (Вокал: Бэби Ди) — 4:19
9. «Bind Your Tortoise Mouth» — 2:30
10. «Idumæa» (Вокал: Энтони Хегарти) — 2:02
11. «Black Ships Seen Last Year South of Heaven» — 4:07
12. «Abba Amma (Babylon Destroyer)» — 3:19
13. «Idumæa» (Вокал: Клода Симондс) — 2:35
14. «Black Ships Were Sinking into Idumæa» (Vocals: Кози Фанни Тутти) — 11:05
15. «The Beautiful Dancing Dust» (Vocals: Энтони Хегарти) — 0:57
16. «Idumæa»(Вокал: Pantaleimon) — 3:06
17. «Vauvauvau (Black Ships in Their Harbour)» — 4:41
18. «Idumæa» (Вокал: Дэвид Тибет) — 1:50
19. «Black Ships Ate the Sky» — 4:20
20. «Why Cæsar Is Burning Part II» — 2:48
21. «Idumæa» (Вокал: Ширли Колинз) — 2:42

### I Am Black Ship
1. «Eaten Sky» (Инструментальное вступление)
2. «Idumæa» (Альтернативная вокальная дорожка: Дэвид Тибет)
3. «Black Ships in the Sky (альтернативная версия)»
4. «The Dissolution of the Boat Millions of Years»
5. «South of Heaven (Instrumental Edit)»
6. «'Prototypes' Outtake»
7. «This Autistic Imperium Is Nihil Reich (альтернативная версия)»
8. «5 Hypnagogue 5 (альтернативная версия)»
9. «'Pale Sky' Outtake»
10. «Black Ship Skips to Armageddon»
11. «I Am Black Ship»
12. «Idumæa» (Альтернативная вокальная дорожка II: Дэвид Тибет)